# Xiphopteris serrulata
Xiphopteris serrulata là một loài dương xỉ trong họ Polypodiaceae. Loài này được Sw. Kaulf. mô tả khoa học đầu tiên năm 1827.